# Not Today
Not Today è un brano musicale del gruppo sudcoreano BTS, pubblicato il 13 febbraio 2017 come sedicesima traccia della riedizione You Never Walk Alone e utilizzato come seconda canzone promozionale del disco. Una versione in giapponese è stata inclusa nell'album del 2018 Face Yourself.

## Descrizione
Not Today è stata annunciata il 7 febbraio 2017 quando i BTS hanno pubblicato la tracklist di You Never Walk Alone, riedizione del loro secondo album in studio coreano Wings, e l'11 febbraio è stata confermata come secondo brano apripista del disco.
Scritta in la bemolle maggiore con un tempo di 110 battiti per minuto, Not Today ha un beat "martellante" e una "strumentazione pesante", strofe "relativamente poco appariscenti" e un ritornello "roboante" il cui sound "minaccioso" ricorda un clacson. È un pezzo moombahton e synth hip hop che esorta a non arrendersi, incoraggiando la gente a radunarsi contro la corruzione del governo e a distruggere le barriere invisibili che impediscono di aver successo, con il verso iniziale che chiama "tutti gli sfavoriti del mondo" e recita "potrebbe arrivare un giorno in cui perderemo / ma non è oggi", riprendendo il discorso di Aragorn nel film Il Signore degli Anelli - Il ritorno del re di Peter Jackson (2003). Rap Monster dei BTS ha raccontato di aver scritto il testo "per non rimanere in silenzio sulle questioni sociali e l'ingiustizia e continuare a risolverle e a sollevare problemi". Il ritornello cita un passaggio da un discorso di Martin Luther King Jr.: "Se non puoi volare, corri; se non puoi correre, cammina; se non puoi camminare, striscia; ma continua assolutamente a muoverti". Sharon Blady l'ha descritta come "un inno al sostegno tra pari, alla prevenzione del suicidio, alla resilienza e al recupero", collegandola a No More Dream, N.O e Silver Spoon. Il testo descrive parallelamente anche i pregiudizi che il gruppo ha dovuto affrontare dopo il suo debutto, la volontà di superarli e l'orgoglio per i traguardi raggiunti, nei versi "Non potevamo fallire / perché credevamo l'uno nell'altro" e "fidati della parola 'insieme' / fidati che siamo antiproiettile".

## Video musicale
Il video musicale di Not Today, girato da GDW, è stato caricato su YouTube il 20 febbraio 2017. Nella clip, ispirata alla serie cinematografica Il Signore degli Anelli, i BTS conducono una folla di trenta ballerini vestiti di nero simili a ninja, che si liberano dei loro abiti restrittivi come se protestassero, disponendosi in formazioni di tipo militare mentre ballano in uno scenario montuoso. Le scene di danza, coreografate da Keone Madrid, sono intervallate da altre in cui i membri dei BTS vengono inseguiti e colpiti da armi da fuoco. Jason Lipshutz di Billboard ha scritto che la fusione tra sequenze d'azione e "primi piani sorprendentemente belli" lo rende "una delle esperienze visive più strabilianti del gruppo, anche se la trama è un po' difficile da seguire".
Il videoclip ha ottenuto quasi 11 milioni di visualizzazioni in ventiquattr'ore ed è stato il terzo video K-pop più visto dell'anno, con oltre 177.350.000 contatti. Dall'uscita al 23 novembre 2024 è stato visto oltre 600 milioni di volte.
Il 26 febbraio 2017 è stato pubblicato il video con la sola coreografia, proposta dall'inizio alla fine in due differenti riprese per una durata complessiva di 8 minuti.

## Esibizioni dal vivo

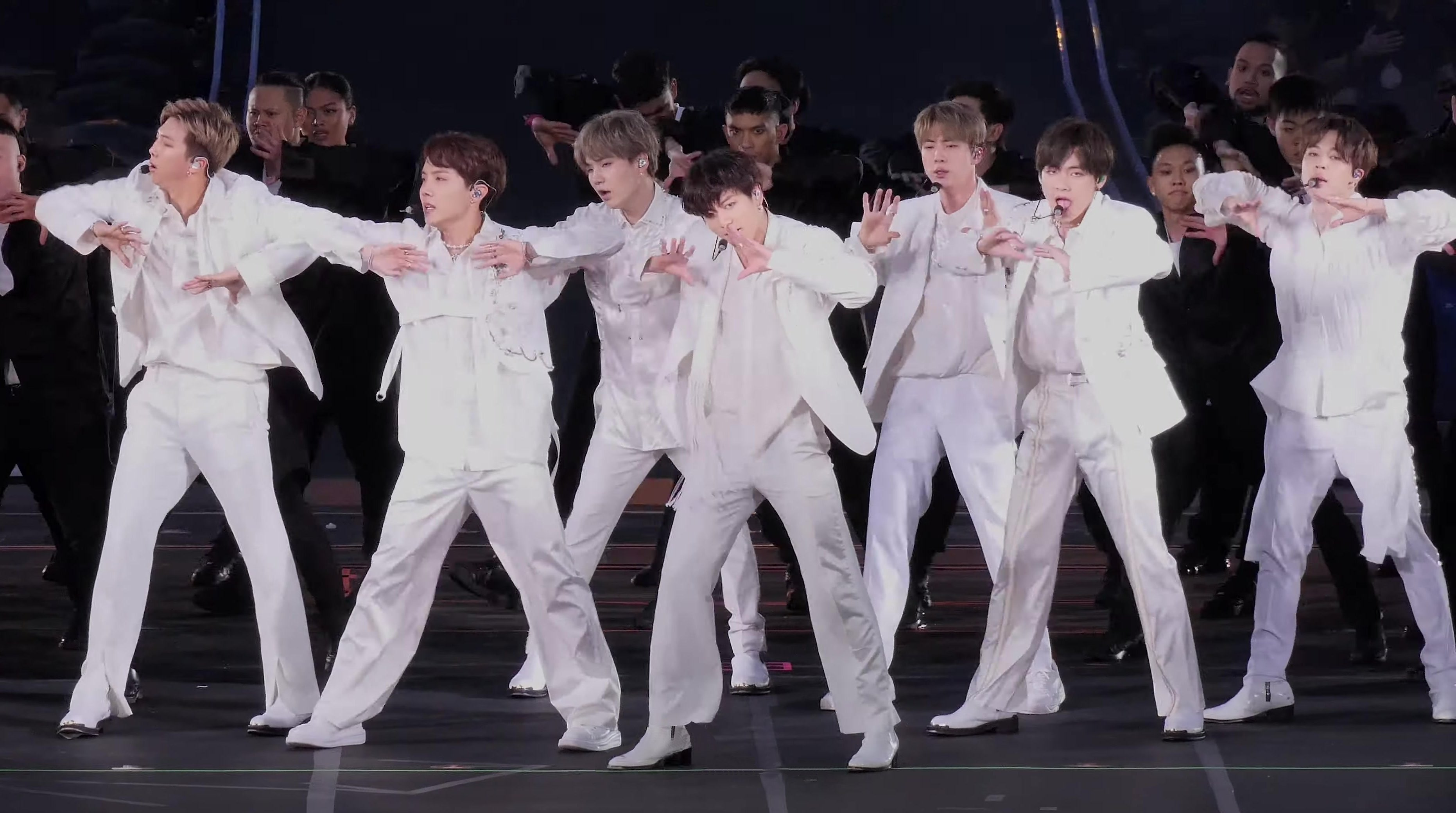
I BTS mentre eseguono Not Today durante lo Speak Yourself Tour al MetLife Stadium, 18 maggio 2019.

I BTS hanno eseguito per la prima volta Not Today durante la serata di apertura del The Wings Tour il 18 febbraio 2017 al Gocheok Sky Dome di Seul, dopodiché l'hanno promossa a diversi programmi musicali sudcoreani, tra cui Music Bank, Show! Eum-ak jungsim, Inkigayo e M Countdown, oltre che agli Mnet Asian Music Award il 1º dicembre 2017 e al programma di fine anno della SBS Gayo Daejun il 25 dicembre. Un remix rock è stato eseguito al KBS 2017 Song Festival il 29 dicembre. L'11 gennaio 2018 hanno portato Not Today sul palco dei Golden Disc Award. Il pezzo ha fatto poi parte della scaletta del Love Yourself: Speak Yourself World Tour (2019).

## Accoglienza
Tamar Herman di Billboard ha definito la canzone "una delle più feroci dei BTS da qualche anno a questa parte" e un aggiornamento degli iniziali messaggi anti-establishment del gruppo contenuti in No More Dream e N.O., collegandone il testo allo scandalo politico di fine 2016 che aveva portato all'impeachment di Park Geun-hye. La rivista ne ha descritto l'uscita come lo "sfondamento di un razzo attraverso la nebbia densa [...] composto in parti uguali da commenti sociali ed emozioni da far tremare il pavimento". Ahn Sung-mi di The Korea Herald ha scritto che "condividendo una ferocia con canzoni come Dope e Fire, è coerente con le radici hip-hop dei BTS ed è ciò in cui la band eccelle", aggiungendo che "la melodia esplosiva sorretta dal rap è esilarante e anima gli ascoltatori". Per la stessa testata, Hong Dam-young l'ha definita un "pezzo forte pulsante". Digital Music News l'ha ritenuta una traccia "esplosiva" e "dalla grande energia", con "una danza elaborata e scenari multipli"; Allison Franks su Consequence ha condiviso un'opinione simile definendola "un inno esplosivo basato sul rap", mentre Markos Papadatos di Digital Journal l'ha descritta come un singolo "ottimista e sputafuoco".
Rhian Daly di NME l'ha inserita tra le canzoni migliori del gruppo lodandone il testo e affermando che "è una traccia ardente e feroce in cui incoraggiano i fan a vivere le loro vite migliori". Il 18 marzo 2022, è apparsa in posizione 43 in un'analoga top 100 compilata da Rolling Stone.

## Formazione
Crediti tratti dalle note di copertina di You Never Walk Alone.
Gruppo
- Jin – voce
- Suga – rap
- J-Hope – rap
- Rap Monster – rap, scrittura
- Park Ji-min – voce
- V – voce
- Jeon Jung-kook – voce, ritornello

Produzione
- "Hitman" Bang – scrittura
- June – scrittura, ritornello, registrazione
- Pdogg – produzione, scrittura, tastiera, sintetizzatore, arrangiamento voci e rap, registrazione
- James F. Reynolds – mixer
- Supreme Boi – scrittura

## Successo commerciale
In Corea del Sud, Not Today ha esordito in sesta posizione sulla Circle Chart settimanale, vendendo 100.482 download durante la prima settimana di disponibilità e chiudendo il 2017 con 258.206 unità digitali complessive.
Negli Stati Uniti ha venduto 12 000 copie digitali durante la prima settimana.

## Classifiche
| Classifica (2017-22) | Posizione massima |
| -------------------- | ----------------- |
| Canada               | 77                |
| Corea del Sud        | 6                 |
| Filippine            | 69                |
| Francia              | 100               |
| Vietnam              | 94                |